# The Travelers Companies
The Travelers Companies es una compañía de seguros estadounidense. Es el segundo mayor comercializador de seguros del hogar en Estados Unidos y la tercera mayor en cuanto a seguros de vida o de riesgo personal. The Travelers tiene su sede en Nueva York, aunque una importante cantidad de las operaciones y labores de administración se realizan también en sus oficinas de St. Paul, Minnesota y Hartford, Connecticut. Es parte del promedio industrial Dow Jones desde el 8 de junio de 2009.
La empresa cuenta con oficinas a nivel local en los 50 estados de EE.UU, además, también cuenta con oficinas en Reino Unido, Irlanda, Singapur, China, Canadá y Brasil. En 2014, la compañía tuvo ingresos por valor de más de 27 000 millones de dólares y unos activos valorados en cerca de 103 000 millones.
The Travelers, a través de su red de filiales y sus aproximadamente 14 000 agentes de ventas y corredores independientes, ofrece productos y servicios tanto a nivel comercial como personal, ofreciendo seguros a personas físicas, empresas, agentes gubernamentales y asociaciones. La compañía posee tres segmentos de venta principales: Seguros a personas (incluyen casa, automóviles y otros productos particulares), seguros a empresas (protección de bienes, accidentes laborales..) y seguros financieros, profesionales e internacionales.

## Críticas y controversias

### Prácticas anti competitivas
En enero de 2007, The Travelers acordó indemnizar con 77 millones de dólares a seis estados para cerrar una demanda que investigaba supuestas prácticas irregulares en la venta de seguros. La práctica delictiva por parte de Travelers habría consistido en el pago de altas comisiones a agentes de Marsh & McLennan Companies sin el conocimiento de los clientes, creando así un conflicto de interés por competencia desleal. Los investigadores también examinaron si Travelers había creado la ilusión de la existencia de auténtica competencia mediante la presentación de ofertas falsas bajo otras marcas, en lo que sería una práctica con el fin de engañar a sus clientes potenciales, pues estos pensarían que las ofertas de Travelers eran las más competitivas y con una mejor prima.

### Demanda a la National Football League
En agosto de 2012, Travelers demandó a la National Football League por haber obligado a la compañía y sus subsidiarias a cubrir en sus seguros posibles lesiones cerebrales de los jugadores. El caso fue presentado a la Corte Suprema del Estado de Nueva York y recibió el nombre de Discover Property & Casualty Co. et al. vs. National Football League et al., New York State Supreme Court, New York County, No. 652933/2012. Esta demanda fue una contestación a la demanda que la propia liga de fútbol había presentado una semana antes contra tres docenas de compañías aseguradoras.